# 山田博光
山田 博光（やまだ ひろみつ、1928年5月10日 - 没年不明）は、日本近代文学研究者、帝塚山学院大学名誉教授。
長野県豊科町（現・安曇野市）生まれ。1954年信州大学文理学部英文科卒、1959年東京都立大学 (1949-2011)大学院博士課程満期退学。1965年苫小牧駒澤短期大学助教授、1969年帝塚山学院大学文学部助教授、73年教授、85年文学部長、89年学長、2001年定年、名誉教授。

## 著書
- 『国木田独歩論考』創世記 1978
- 『北村透谷と国木田独歩 比較文学的研究』近代文芸社 1990

### 共編など
- 『日本近代文学大系 10 国木田独歩集』注釈 角川書店 1970
- 『民友社思想文学叢書 第5巻 民友社文学集 1』編 三一書房 1984
- 『民友社文学の研究』平林一共編著 三一書房 1985
- 『民友社文学・作品論集成』平林一共編 三一書房 1992

## 参考
- 『人事興信録』1995年